# Disney's Pop Century Resort
Le Disney's Pop Century Resort est un hôtel du complexe de Walt Disney World Resort en Floride. Il est situé au sud du Disney's Caribbean Beach Resort, à l'est des Disney's Hollywood Studios et adjacent au complexe Disney's Wide World of Sports.
Devant le succès des hôtels premiers prix du complexe de Disney's All-Star Resort, Walt Disney Company décida en 1999, la construction d'un autre hôtel de même catégorie, le Disney's Pop Century Resort. Prévu initialement en deux zones, la première tranche a été ouverte en décembre 2003 et compte 2 880 chambres, soit autant que le Disney's Port Orleans Resort Riverside. Les terres prévues pour la seconde tranche seront finalement occupées par un hôtel développé sous un autre thème et ouvert en 2012, le Disney's Art of Animation Resort.

## Le thème
Le Disney's Pop Century Resort reprend le même principe décoratif (objets gigantesques et peintures vives, voire criardes) et architectural que les Disney's All-Star Resort mais avec un thème différent : il s’agit de commémorer le XXe siècle à travers des objets représentatifs du siècle, construits à une échelle démesurée et installés entre les divers bâtiments du complexe; les autres éléments du décor comprennent les personnages des dessins animés de Disney.
Chaque groupe de bâtiment évoque une décennie différente. Actuellement la tranche construite, Classic Years (Années Classiques), évoque la seconde moitié du XXe siècle, des années 1950 aux années 1990 avec des objets comme le yoyo, le baladeur de Sony, les pâtes à modeler Play-Doh, le Rubik's Cube et les premiers ordinateurs personnels.
La seconde tranche, Legendary Years (Années Légendaires) devant évoquer la première moitié du XXe siècle, des années 1900 aux années 1940 a été remplacée par un autre projet.

## Les bâtiments
En dehors des deux halls principaux, tous les bâtiments présentent la forme d'un T avec chaque branche de même longueur et s’élèvent sur trois étages.
Les bâtiments sont agencés par deux ou par trois pour former des cours. Chaque extrémité des bâtiments arbore la même icône de 15 à 20 m de haut représentative de la décennie. À la croisée des branches côté cour, une autre icône chaque fois différente.
Des phrases ou des courtes citations principalement argotiques s'affichent entre le dernier étage et le toit de chaque bâtiment.
L'entrée des chambres se fait par le balcon-couloir typique des motels américains.
Les deux parties du complexe sont séparées par un lac baptisé Hourglass Lake.
Un pont, appelé Generation Gap Bridge est censé relier les deux rives mais il est pour l'instant[Quand ?] fermé dans sa partie médiane.
Un circuit pédestre entoure le lac, le Memory Lane.

### 1950-1990  (Classic Years)
À l’exception du bâtiment qui possède le hall de réception appelé Classic Hall et qui héberge les services de l'hôtel, les autres bâtiments ne renferment que des chambres et présentent un décor à chaque fois différent.
- 1950 compte trois bâtiments dont le symbole est une quille de bowling, forme reprise par la piscine, la Bowling Pool. On y retrouve la belle, et en face le Clochard ainsi qu'un jukebox de table. Il est situé juste au nord du Classic Hall
- 1960 compte deux bâtiments, le symbole est un yoyo. On y retrouve Baloo et Mowgli et en face une boite de Play-Doh d'où sort un éléphant (Winnie l'ourson). Une piscine occupe la cour de cette "décennie" située en face du Classic Hall
- 1970 compte deux bâtiments, le symbole est une cassette de première génération (de 60 min). On y retrouve un vélo à trois roues pour enfant et un téléphone Mickey. La cour de cette décennie située juste au sud du Classic Hall est occupée par un terrain de babyfoot géant qui sert d'aire de jeux.
- 1980 compte deux bâtiments, le symbole est le Rubik's Cube. On y retrouve un baladeur (modèle sport et couleur jaune) et Roger Rabbit saluant. Un couple, M. et Mme Patate s'affiche aussi à l'entrée de cette décennie. La cour de cette décennie est partagée avec celle des années 1990.
- 1990 compte un bâtiment, son symbole est un téléphone portable (cellulaire). On retrouve un ordinateur et une disquette 3,5 pouces. C'est cette décennie qui ferme la cour de la décennie 1980 et donne le thème de la piscine, la Computer Pool avec un bassin en forme d'écran et un clavier pour un bord de la piscine.

### 1900-1940 (Legendary Years)
Durant la construction de l'hôtel, la fréquentation de Walt Disney World s'est trouvée « secouée » à la suite des attentats du 11 septembre 2001. Il fut donc décidé de reporter la construction de cette tranche à une date ultérieure (le Legendary Hall et deux autres bâtiments étaient déjà sortis de terre).
Finalement, le 12 mai 2010, Disney annonce la construction d'un nouvel hôtel sur cet emplacement, le Disney's Art of Animation Resort, ouvert en 2012. Cet hôtel a pour thème le « nouvel âge d'or » des studios Disney, avec les personnages de La Petite Sirène, Le Roi lion, Cars et Le Monde de Nemo. Il propose des chambres familiales de grande capacité; offre déjà testée avec succès grâce au jumelage de certaines chambres des hôtels All-Star.

## Les services de l'hôtel
L'avantage principal de cet ensemble hôtelier est d'être desservi par les bus gratuits de Disney Transport.

### Les chambres
Les chambres accueillent entre 2 et 4 personnes dans une superficie de 26 m2, soit la plus petite de tout Walt Disney World Resort. Elles ont une salle de bains, un placard et un coin avec une table et deux chaises. Il est possible de louer en plus un réfrigérateur.

### Les restaurants et bars
- Everything Pop Dining est une aire de restauration de 640 places composé de cinq restaurants dans un décor de cafétéria avec de nombreux souvenirs des années 1950 à 1990 :
  - Bakery & Café pour la pâtisserie et les desserts
  - The Grill pour les viandes grillées
  - Grab-N-Go Market pour les salades et fruits
  - Pizza and Pasta pour les plats italiens
  - East-meets-West pour les spécialités culinaires asiatiques
- Classic Concoctions est une brasserie
- Petals Pool Bar est le bar de la piscine Hippy Dippy Pool.

Un service de livraison de pizza est disponible dans tout l'hôtel.

### La boutique
- Everything Pop Shopping est une boutique de 500 m2 avec une salle d'exposition de souvenirs sur 200 m2.

### Les activités possibles
- Les piscines
  - la Hippy Dippy Pool dans 1960 en forme de fleur.
  - la Bowling Pool dans 1950 en forme de quille de bowling
  - la Computer Pool dans 1980-1990 avec un bassin en forme d'écran et un clavier qui sert de plage au bord de la piscine.
- Fast Forward est une salle de jeux vidéo située dans le Classic Hall
- Une aire de jeux en forme terrain de babyfoot géant dans 1970.

## Informations diverses
Les attentats sur le World Trade Center de septembre 2001 bouleversèrent la planification d’ouverture prévue initialement pour 2002 puisque l’ouverture de la première moitié du complexe hôtelier ne fut effective qu’en décembre 2003. Celle de la deuxième tranche fut repoussée à une date ultérieure (les murs de certains bâtiments sont déjà construits mais ni le second œuvre, ni les décors n’ont encore été réalisés), puis finalement annulée et remplacée par un autre projet hôtelier reprenant les bases existantes.
Les dates originellement prévues étaient :
- 1950 - 8 mars 2002
- 1960 - 8 mars 2002
- 1970 - 5 mai 2002
- 1980 - 18 août 2002
- 1990 - 18 août 2002
- 1940 - 29 novembre 2002
- 1930 - 14 février 2003
- 1920 - 21 avril 2003
- 1910 - 2 août 2003
- 1900 - 2 août 2003